# Arcterigone
Arcterigone pilifrons es una especie de araña araneomorfa de la familia Linyphiidae. Es el único miembro del género monotípico Arcterigone.

## Distribución
Se encuentra en la zona ártica de Rusia y en el Archipiélago Ártico Canadiense.